# (E)-二苯基乙烯
(E)-二苯基乙烯是一种二芳基乙烯，这种烃类由反式的乙烯连接苯基基团所组成。与(Z)-二苯基乙烯互为顺反异构体。(E)-二苯基乙烯是白色晶体，极易溶于有机溶剂。它可以通过光化学的方法变成(Z)-二苯基乙烯，它可以继续被转化成菲。
(E)-二苯基乙烯于1843年由法国化学家奥古斯特·罗朗发现。二苯基乙烯的英文名称“stilbene”来自希腊文 στίλβω (stilbo)，意为闪耀，这来自于该化合物有光泽的外观。

## 异构体

二苯基乙烯在光照下异构化

二苯基乙烯有两种可能的立体异构体。一种是反式-1,2-二苯基乙烯，又称(E)-二苯基乙烯；另一种是顺式-1,2-二苯基乙烯，又称(Z)-二苯基乙烯，它的位阻效应使得两个芳环不在一个平面上，共轭体系消失，更加不稳定。(Z)-二苯基乙烯是液体，熔点5—6 °C（41—43 °F），而(E)-二苯基乙烯是固体，熔点125 °C（257 °F），显示了它们明显不同的物理性质。

## 制备
(E)-二苯基乙烯有多种制备方法。常见的方法包括使用锌汞齐还原苯偶姻：
C6H5–CH(OH)–C(=O)–C6H5   {\displaystyle {\ce {->[{\ce {Zn(Hg)}}][{\ce {HCl}}{\text{, }}{\ce {CH3CH2OH}}]}}}   trans-C6H5–CH=CH–C6H5
二苯基乙烯的两种异构体都可以由α-苯基肉桂酸的脱羧反应而成。其中，(E)-二苯基乙烯是由这种酸的(Z)-异构体脱羧而成的。
理查德·赫克和沟吕木勉独立报告了(E)-二苯基乙烯可以由碘苯和苯乙烯在钯(II)催化剂下偶联而成，也就是沟吕木－赫克反应。沟吕木勉的方法产率较高。

## 反应
(E)-二苯基乙烯会被过氧磷酸（H3PO5）环氧化，在1,4-二氧六环中形成反式-二苯基环氧乙烷，产率74%。这种环氧化物是外消旋混合物，由1,2-二苯基环氧乙烷的两种对映异构体组成。这种非手性的内消旋化合物 (1R,2S)-1,2-二苯基环氧乙烷来自(Z)-二苯基乙烯，尽管顺式异构体的环氧化会产生顺式和反式异构体的混合物。举个例子，过氧化叔丁醇氧化(Z)-二苯基乙烯会产生0.8% 顺式-二苯基环氧乙烷、13.5% 反式-二苯基环氧乙烷和 6.1% 苯甲醛。诺贝尔奖得主巴里·夏普莱斯制备了纯二苯基环氧乙烷的一种对映异构体。
二苯基乙烯可以被臭氧化反应或勒米厄-约翰逊氧化反应干净的氧化成苯甲醛，而更强的氧化剂，如高锰酸钾的氧化会产生苯甲酸。邻位二醇可以通过厄普约翰双羟基化反应或夏普莱斯不对称双羟基化反应制备，对映体过量百分数高达100%。
溴化(E)-二苯基乙烯主要产生内消旋-1,2-二溴-1,2-二苯基乙烯，符合亲电溴加成反应会产生环状的溴钅翁离子中间体的机制。
在紫外线照射下，(E)-二苯基乙烯会异构化成(Z)-二苯基乙烯。这是典型的光化学反应，涉及了顺反异构。它还可以继续转变成菲。

## 衍生物和用处
(E)-二苯基乙烯本身的用处不多，但它的衍生物可用于染料、荧光增白剂、磷光体和闪烁体探测器。二苯基乙烯是一种有源激光介质，用于染料激光器。

4,4'-二氨基二苯基乙烯-2,2'-二磺酸是著名的荧光增白剂， 用于某些洗衣粉。

4,4'-二硝基二苯基乙烯-2,2'-二磺酸钠可以由4-硝基甲苯的磺化先形成4-硝基甲苯-2-磺酸，然后被次氯酸钠氧化偶联成(E)-二苯基乙烯的衍生物。这个过程最初是由Arthur George Green和André Wahl在19世纪开发的。已经开发出更高产率的工艺改进，那就是在液氨中使用空气氧化。这种物质很有用，和苯胺衍生物反应会得到偶氮染料。衍生于此化合物的重要染料包括Direct Red 76、Direct Brown 78和Direct Orange 40。